# Gara Borzești Bacău hc.
Gara Borzești Bacău hc. este o stație de cale ferată care deservește municipiul Onești, județul Bacău, România.